# Videodozen-arrest
Het Videodozen-arrest (2 december 1992, NJ 1993/321) is een arrest van de Nederlandse Hoge Raad dat betrekking heeft op de grens tussen voorbereidingshandeling en begin van uitvoering van een misdrijf. De formulering van het Cito-arrest is geprolongeerd.

## Casus
Twee verdachten hadden in hun auto dozen bij zich met de afbeelding van een videorecorder maar gevuld met zand. Ze hadden contact gelegd met een potentiële koper –A.B.– en vier videorecorders te koop aangeboden voor 100 gulden per stuk. Het kwam niet tot een transactie omdat ze door de politie op heterdaad werden betrapt. Verdachten hadden als verweer dat ze slechts voorbereidingshandelingen hadden uitgevoerd.

## Rechtsvraag
Is er i.c. een begin van uitvoering waardoor het voornemen tot het (mede)plegen van het tenlastegelegde (oplichting) zich heeft geopenbaard? (Ja.)

## Procesgang
Onder vernietiging van het vonnis van de politierechter heeft het hof een verdachte in hoger beroep veroordeeld tot gevangenisstraf wegens "medeplegen van poging tot oplichting". Verdachte ging in cassatie bij de Hoge Raad. Alleen wat betreft de strafoplegging is het arrest van het hof door de Hoge Raad vernietigd en is de zaak doorverwezen naar en ander hof. De bewezenverklaring blijft dus in stand.

## Het hof
Het hof overwoog:

Vaststaat dat verdachte en zijn mededader een potentiële koper hebben benaderd, hem videorecorders te koop hebben aangeboden, en hem een daarvoor te betalen prijs hebben genoemd. Ook staat vast dat verdachte en zijn mededader in de auto waarin zij toen zaten enkele met zand gevulde dozen met daarop de afbeelding van een videorecorder voorhanden hadden. Het hof acht dit voldoende om aan te nemen dat het voornemen van verdachte en zijn mededader zich door een begin van uitvoering heeft geopenbaard, zoals bedoeld in art. 45 Sr.

## Hoge Raad
De Hoge Raad overwoog:

dat de bewezen verklaarde gedragingen kunnen worden beschouwd als gedragingen die naar uiterlijke verschijningsvorm zijn gericht op voltooiing van het in de bewezenverklaring genoemde misdrijf. Daaraan doet niet af dat (...) de (...) dozen zich ten tijde van het gesprek van verdachte en zijn mededader met A.B. nog in de kofferruimte van de door hen gebruikte auto bevonden.

## Relevantie
Bevestiging van het Cito-arrest.
Het arrest is een bouwsteen in de casuïstiek over de grens tussen wel en geen begin van uitvoering, waarmee het voornemen tot het plegen van een delict wordt geopenbaard (45 Sr).